# Gerrhopilus thurstoni
Gerrhopilus thurstoni är en ormart som beskrevs av Boettger 1890. Gerrhopilus thurstoni ingår i släktet Gerrhopilus och familjen maskormar. Inga underarter finns listade i Catalogue of Life.
Denna orm förekommer i sydvästra Indien i bergstrakten Västra Ghats. Exemplar hittades i fuktiga städsegröna skogar. Honor lägger antagligen ägg.
Det är inget känt om populationens storlek och möjliga hot. IUCN listar arten med kunskapsbrist.